# 柳遂记
柳遂记（1956年2月—），男，山西平陆人，中华人民共和国政治人物。曾任中共太原市委常委、政法委书记，兼太原市公安局局长、党委书记。

## 生平
柳遂记高中毕业后，在平陆县大河庙水库工程指挥部工作，1977年在平陆县黄堆小学任校长，1978年在兰州大学历史系学习，1982年7月加入中国共产党。1982年毕业后分配到太原市委组织部工作；1984年任共青团太原市委副书记、少工委主任；1989年任共青团太原市委书记、党组书记；1991年任太原市河西区委副书记；1996年任太原市南郊区委副书记、区长；1998年任太原市小店区委副书记、区长；2002年任太原市小店区委书记；2006年任太原市委常委、政法委书记兼市公安局党委书记。
2014年8月24日，柳遂记被免职及调查。8月29日，太原市第十三届人民代表大会常务委员会第二十三次会议通过决定，免去柳遂记的太原市公安局局长职务。2015年12月3日，山西省纪委发布消息称，柳遂记已被双开，移送司法机关。2018年，柳遂记因犯受贿罪，被判处有期徒刑十二年，并处罚金人民币一百三十万元；犯非法倒卖土地使用权罪，被判处有期徒刑五年，并处罚金人民币七十万元；因犯滥用职权罪，判处有期徒刑三年；因犯巨额财产来源不明罪，判处有期徒刑六年。数罪并罚，法院最终决定对柳遂记执行有期徒刑十九年，并处罚金人民币二百万元。而柳遂记之妻王丽萍，因犯受贿罪，被判处有期徒刑三年，缓刑四年，并处罚金人民币五十万元。